# Roncus pljakici
Espèce
Roncus pljakici est une espèce de pseudoscorpions de la famille des Neobisiidae.

## Distribution
Cette espèce est endémique de Serbie. Elle se rencontre à Vrelo dans la grotte Pećina Vrelo.

## Description
Le mâle holotype mesure 2,87 mm et les femelles de 3,235 à 3,515 mm.

## Étymologie
Cette espèce est nommée en l'honneur de Milika Pljakić.

## Publication originale
- Ćurčić, 1973 : A new cavernicolous species of the pseudoscorpion genus Roncus L. Koch, 1873 (Neobisiidae, Pseudoscorpiones) from the Balkan Peninsula. International Journal of Speleology, vol. 5, p. 127-134.